# Fontaine de Longueville
La Fontaine de Longueville  est située  au lieu-dit Longueville, à  Locmalo dans le Morbihan.

## Historique
La fontaine de Longueville fait l’objet d’une inscription au titre des monuments historiques depuis le 29 mars 1935.

## Architecture
L'enceinte en murs de pierre est caractéristique de cette fontaine. 
Un fronton triangulaire, surmonté d'une croix, est supporté par un muret.
Il est encadré par deux balustres.

## Photo ancienne

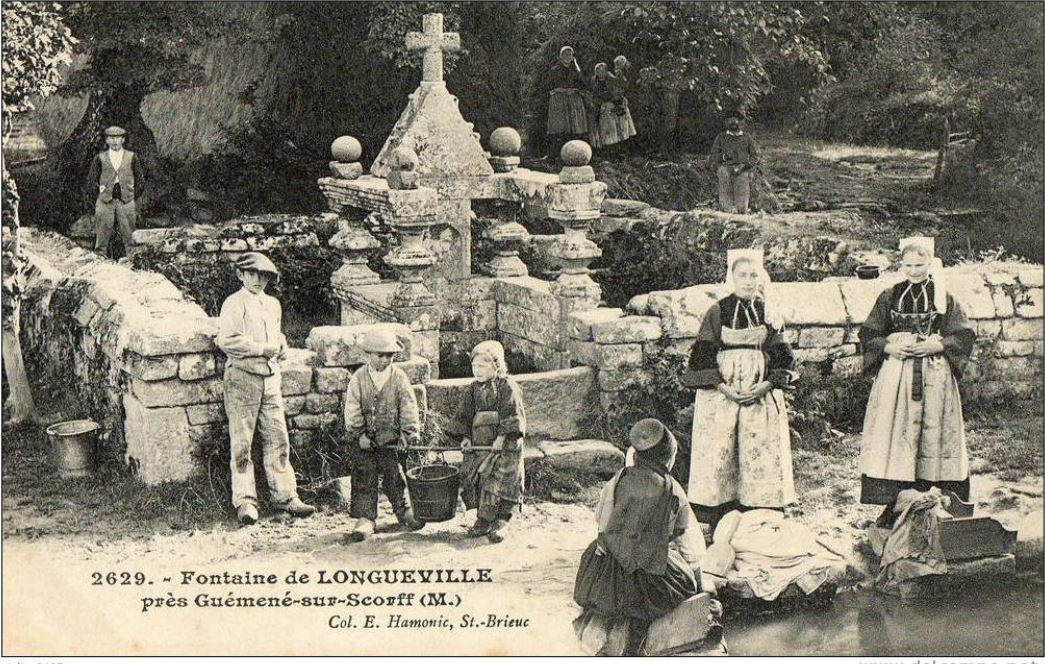
Groupe de villageois à la fontaine de Longueville au début du XXe siècle. Les femmes portent le costume traditionnel du Pays Pourlet. L'une d'entre elles est occupée à laver du linge.